# Нова-Весь (Торуньский повет)
Нова-Весь — деревня в гмине Любич Торуньского повета Куявско-Поморского воеводства в центральной части севера Польши.
Село располагается в 12 км. от административного центра сельской гмины деревни Любич и в 20 км. от административного центра воеводства города Торунь.